# Гвиди, Карло Алессандро
Гвиди (Carlo-Alessandro Guidi, 1650—1712) — итальянский лирик, пользовавшийся среди своих современников славой выдающегося по глубине поэта. Им написаны: «Poesie liriche», «Rime», «Il Giove d’Elide», «Amalasunta in Italia», «Le navi d’Enea», «Endimione» и др.